# Anton Amelchenko
Anton Amelchenko (en biélorusse : Амельчанка Антон (Anton Amelchanka) ; russe : Амельченко Антон, né le 27 mars 1985 à Gomel) est un footballeur biélorusse qui joue actuellement pour le FK Rostov en Premier-Liga.

## Biographie

### Sélection
Le 22 août 2007, il est appelé pour la première fois en équipe de Biélorussie par Bernd Stange pour un match amical contre l'Israël (victoire 2-1).
Il compte 7 sélections et 0 but avec l'équipe de Biélorussie depuis 2007.